# Once More Round The Sun
Once More 'Round The Sun es el sexto álbum de estudio de la banda estadounidense de Heavy Metal, Mastodon, el cual fue lanzado a la venta el 24 de junio de 2014 a través del sello discográfico Reprise Records. El primer sencillo revelado fue la canción «High Road» el 17 de abril de 2014, y estuvo disponible por streaming en iTunes el 16 de julio del mismo año. El álbum alcanzó el puesto número 6 en el Billboard 200 Chart,[cita requerida] convirtiéndolo en el segundo álbum de la banda que queda en el top 10, siendo el primero su álbum The Hunter que alcanzó el puesto 10. El álbum vendió 34.000 copias en su primera semana en Estados Unidos.[cita requerida]

## Antecedentes
En 2012 el guitarrista de la banda, Brent Hinds, dijo en una entrevista que él había comenzado a escribir material para el próximo álbum del grupo. La banda continuó escribiendo y componiendo maquetas para su futuro sexto álbum durante 2013, mientras se encontraban en el tour del álbum The Hunter. Finalmente la banda entró al estudio a finales de 2013, en Rock Falcon Studios en Franklin, Tennessee, junto con el productor Nick Raskulinecz. 

## Reacciones de la crítica
El álbum recibió generalmente críticas positivas, siendo considerado por Loudwire como el quinto mejor álbum de Metal de 2014, y la canción «Chimes at Midnight» el N.º 3 en su lista de las 20 mejores canciones de Metal de 2014.[cita requerida]

## Lista de canciones
Todas las canciones escritas y compuestas por Mastodon, excepto las letras adicionales en «Diamond In The Witch House» por Scott Kelly.
| CD    |                              |          |  |
| N.º   | Título                       | Duración |  |
| 1.    | «Tread Lightly»              | 05:14    |  |
| 2.    | «The Motherload»             | 04:59    |  |
| 3.    | «High Road»                  | 04:15    |  |
| 4.    | «Once More 'Round The Sun»   | 02:58    |  |
| 5.    | «Chimes At Midnight»         | 05:32    |  |
| 6.    | «Asleep In The Deep»         | 06:12    |  |
| 7.    | «Feast Your Eyes»            | 03:23    |  |
| 8.    | «Aunt Lisa»                  | 04:08    |  |
| 9.    | «Ember City»                 | 04:59    |  |
| 10.   | «Halloween»                  | 04:39    |  |
| 11.   | «Diamond In The Witch House» | 07:49    |  |
| 54:08 |                              |          |  |

## Formación

### Banda
- Brann Dailor - Batería y voz
- Brent Hinds - Guitarra y voz
- Bill Kelliher - Guitarra y voz
- Troy Sanders - Bajo y voz

### Otros
- Nick Raskulinecz - Producción
- Scott Kelly - voz y letras adicionales en «Diamond in The Witch House»

- Datos: Q16801104